# کلیمچتس-کولونگا
کلیمچتس-کولونگا (به لهستانی:  Klimczyce-Kolonia) یک روستا در لهستان است که در گمینا سارناکی واقع شده‌است.